# Prosekturgehilfe
Ein Prosekturgehilfe (auch: Prosekturfachgehilfe oder Anatomiediener) leistet Hilfsdienste bei Leichenöffnungen in den Prosekturabteilungen von Krankenhäusern, gerichtsmedizinischen Instituten oder anatomischen Instituten von Universitäten. Er arbeitet dabei nach Anweisung des verantwortlichen Arztes. Das Berufsbild gehört zum Berufsfeld der medizinischen Hilfsdienste.

## Situation in Österreich

### Ausbildung
Die Ausbildung zum Prosekturgehilfen wird in Österreich durch Kurse in Krankenanstalten oder Schulen für allgemeine Gesundheits- und Krankenpflege gewährleistet. Sie dauert mindestens 135 Stunden und wird berufsbegleitend angeboten, wobei die Tätigkeit schon vor Besuch des Kurses ausgeübt werden darf. Die Ausbildung kostet rund 1.400 EUR und kann ab dem 17. Lebensjahr begonnen werden.
Zu den Ausbildungsinhalten gehören die Techniken der Leichenöffnung, Einfache Laboratoriumstechnik, Instrumenten- und Gerätelehre, Grundzüge der Hygiene und Infektionslehre mit besonderem Augenmerk auf Entwesung, Desinfektion und Sterilisation, Grundlagen der Strahlenkunde und des Strahlenschutzes sowie  Grundzüge des Sanitäts-, Arbeits- und Sozialversicherungsrechtes.

### Anforderungen und Belastungen
Prosekturgehilfen sind bei ihrer Arbeit vorwiegend durch die hohe Geruchsbelästigung und die psychische Beanspruchung belastet. Sie müssen bei ihrer Arbeit schwer heben und tragen, sind einer gewissen Schmutzbelastung und den Gefahren, die sich durch den Umgang mit Chemikalien ergeben, ausgesetzt.
Von Prosekturgehilfen wird sowohl physische als auch psychische Ausdauer, besondere Handgeschicklichkeit, Fingerfertigkeit, Fähigkeit zur Zusammenarbeit und Genauigkeit erwartet.

## Situation in Deutschland
Ein in Deutschland dem österreichischen Berufsbild des Prosekturgehilfen ähnliches Berufsbild ist jenes des Medizinischen Sektions- und Präparationsassistenten.